# Saison NBA Gatorade League 2017-2018
Navigation
Saison 2016-2017 Saison 2018-2019
La saison NBA Gatorade League 2017-2018 est la 17e saison de la NBA Gatorade League (anciennement la NBA D-League), la ligue mineure de la National Basketball Association (NBA). C'est la première saison après que la ligue a changé de nom pour devenir la NBA G League dans le cadre d'un partenariat pluriannuel avec Gatorade. 
Les Spurs d'Austin remportent le titre de champion,  en s'imposant en finale face aux Raptors 905.

## Changements de ligue
La ligue s'est passée de à 22 équipes au cours de la saison 2016-2017 à 26 équipes. Il y a eu une relocalisation : BayHawks d’Érié déménage à Lakeland, en Floride pour devenir le Magic de Lakeland. Quatre équipes d'expansion sont introduites lors de cette saison : les Clippers d'Agua Caliente, un nouvel BayHawks d'Érié, le Hustle de Memphis et le Herd du Wisconsin, chacune appartenant et étant affiliée à une équipe NBA. La franchise de l'Energy de l'Iowa, achetée par les Timberwolves du Minnesota à la fin de la saison précédente, est rebaptisée Wolves  de l'Iowa. Le Heat de Miami prend une participation majoritaire dans Skyforce de Sioux Falls, leur filiale depuis 2013. Les D-Fenders de Los Angeles ont également déménagé dans une nouvelle installation à El Segundo et ont été rebaptisés Lakers de South Bay. Après ces opérations, seules quatre franchises de la NBA n'ont pas de filiale de développement, contre huit la saison précédente. Le nombre d'équipes e D-League / G League indépendantes passe de sept à quatre. Pendant ce temps, la NBA également commence à utiliser des contrats bidirectionnels pour les listes de ses équipes, permettant aux joueurs d'être plus facilement appelés ou renvoyés au sein de l'effective la franchise NBA.
La ligue a conservé ses conférences orientales et occidentales, mais a réaligné chaque conférence en trois divisions chacune. Parallèlement à l'expansion de la ligue, la ligue modifie son système de playoffs, le nombre d'équipes qualifiées passant de huit à douze. Les vainqueurs de chaque division sont qualifiés, ainsi que les trois équipes non encore qualifiées et présentant le meilleur ratio de victoires/défaites. Les deux meilleurs bilans de chaque conférence sont exemptés du premier tour.
La NBA a annoncé un accord de parrainage avec Gatorade avant la saison, en vertu duquel elle prend le nom de  NBA G League. Elle expérimente également de nouveaux arrangements de diffusion, y compris la diffusion de 120 matchs sur Eleven Sports, et des jeux en streaming sur le service de streaming en direct typiquement orienté jeu vidéo Twitch, qui comprenait des statistiques interactives et des commentaires fournis par des personnalités.

## Saison régulière
Classement des finales.
x - qualifié pour les séries éliminatoires; y - Champion de division; z - Champion de conférence
Conférence Est
| Division Atlantique             | V  | D  | MJ | V/D  | GB | Dom   | Ext   |
| ------------------------------- | -- | -- | -- | ---- | -- | ----- | ----- |
| z - Knicks de Westchester (NYK) | 32 | 18 | 50 | .640 | 0  | 13–12 | 19–6  |
| x - Raptors 905 (TOR)           | 31 | 19 | 50 | .620 | 1  | 18–7  | 13–12 |
| Nets de Long Island (BKN)       | 27 | 23 | 50 | .540 | 5  | 14-11 | 13–12 |
| Red Claws du Maine (BOS)        | 17 | 33 | 50 | .340 | 15 | 14-11 | 3–22  |

| Division centrale                | V  | D  | MJ   | V/D  | GB   | Dom   | Ext   |
| -------------------------------- | -- | -- | ---- | ---- | ---- | ----- | ----- |
| y - Mad Ants de Fort Wayne (IND) | 29 | 21 | 50   | .580 | 0    | 19–6  | 10-15 |
| x - Drive de Grand Rapids (DET)  | 29 | 21 | 50   | .580 | 0    | 16–9  | 13–12 |
| Bulls de Windy City (CHI)        | 24 | 26 | 50   | .480 | 5    | 13–12 | 11-14 |
| Charge de Canton (CLE)           | 22 | 28 | .440 | sept | 9-16 | 13–12 |       |
| Herd du Wisconsin (MIL)          | 21 | 29 | 50   | .420 | 8    | 8-17  | 13–12 |

| Division Sud-Est            | V  | D  | MJ | V/D  | GB | Dom   | Ext   |
| --------------------------- | -- | -- | -- | ---- | -- | ----- | ----- |
| y - BayHawks d'Érié (ATL)   | 28 | 22 | 50 | .560 | 0  | 15–10 | 13–12 |
| x - Magic de Lakeland (ORL) | 28 | 22 | 50 | .560 | 0  | 15–10 | 13–12 |
| Swarm de Greensboro (CHA)   | 16 | 34 | 50 | .320 | 12 | 9-16  | 7-18  |
| 87ers du Delaware (PHI)     | 16 | 34 | 50 | .320 | 12 | 6–19  | 10-15 |

Conférence Ouest
| Division Midwest               | V  | D  | MJ | V/D  | GB | Dom   | Ext   |
| ------------------------------ | -- | -- | -- | ---- | -- | ----- | ----- |
| y - Blue d'Oklahoma City (OKC) | 28 | 22 | 50 | .560 | 0  | 15–10 | 13–12 |
| Skyforce de Sioux Falls ( IA)  | 25 | 25 | 50 | .500 | 3  | 13–12 | 12-13 |
| Wolves de l'Iowa (MIN)         | 24 | 26 | 50 | .480 | 4  | 14-11 | 10-15 |
| Hustle de Memphis (MEM)        | 21 | 29 | 50 | .420 | 7  | 10-15 | 11-14 |

| Division Pacifique             | V  | D  | MJ | V/D  | GB | Dom   | Ext   |
| ------------------------------ | -- | -- | -- | ---- | -- | ----- | ----- |
| y - Bighorns de Reno (SAC)     | 29 | 21 | 50 | .580 | 0  | 14-11 | 15–10 |
| x -Lakers de South Bay (LAL)   | 28 | 22 | 50 | .560 | 1  | 16–9  | 12-13 |
| Warriors de Santa Cruz (GSW)   | 23 | 27 | 50 | .460 | 6  | 13–12 | 10-15 |
| Suns de Northern Arizona (PHX) | 23 | 27 | 50 | .460 | 6  | 13–12 | 10-15 |
| Clippers d'Agua Caliente (LAC) | 23 | 27 | 50 | .460 | 6  | 14-11 | 9-16  |

| Division Sud-Ouest                    | V  | D  | MJ | V/D  | GB | Dom   | Ext   |
| ------------------------------------- | -- | -- | -- | ---- | -- | ----- | ----- |
| z - Spurs d'Austin (SAS)              | 32 | 18 | 50 | .640 | 0  | 17–8  | 15–10 |
| x - Vipers de Rio Grande Valley (HOU) | 29 | 21 | 50 | .580 | 3  | 14-11 | 15–10 |
| x - Legends du Texas (DAL)            | 29 | 21 | 50 | .580 | 3  | 16–9  | 13–12 |
| Stars de Salt Lake City (UTA)         | 16 | 34 | 50 | .320 | 16 | 11-14 | 5-20  |

## Playoffs
|  | 1er tour         | 1er tour                | 1er tour                    |     |                             | Demi-finales de Conférence | Demi-finales de Conférence | Demi-finales de Conférence |  |   | Finales de Conférence | Finales de Conférence | Finales de Conférence |   |  | Finale NBA G-League | Finale NBA G-League | Finale NBA G-League |
|  |                  |                         |                             |     |                             |                            |                            |                            |  |   |                       |                       |                       |   |  |                     |                     |                     |
|  |                  |                         |                             |     |                             |                            |                            |                            |  |   |                       |                       |                       |   |  |                     |                     |                     |
|  |                  |                         |                             |     |                             |                            |                            |                            |  |   |                       |                       |                       |   |  |                     |                     |                     |
|  |                  | 1                       | Knicks de Westchester       | 80  |                             |                            |                            |                            |  |   |                       |                       |                       |   |  |                     |                     |                     |
|  |                  |                         |                             | 80  |                             |                            |                            |                            |  |   |                       |                       |                       |   |  |                     |                     |                     |
|  |                  | 4                       | Raptors 905                 | 92  |                             |                            |                            |                            |  |   |                       |                       |                       |   |  |                     |                     |                     |
|  | 4                | 4                       | Raptors 905                 | 92  | Raptors 905                 | 92                         |                            |                            |  |   |                       |                       |                       |   |  |                     |                     |                     |
|  | 4                |                         |                             |     | Raptors 905                 | 92                         |                            |                            |  |   |                       |                       |                       |   |  |                     |                     |                     |
|  | 5                | Drive de Grand Rapids   | 88                          |     |                             |                            |                            |                            |  |   |                       |                       |                       |   |  |                     |                     |                     |
|  | 5                | Drive de Grand Rapids   | 88                          |     |                             |                            |                            |                            |  | 4 | Raptors 905           | 118                   |                       |   |  |                     |                     |                     |
|  | Conférence Est   |                         |                             |     |                             |                            |                            |                            |  | 4 | Raptors 905           | 118                   |                       |   |  |                     |                     |                     |
|  |                  | 2                       | BayHawks d'Érié             | 106 |                             |                            |                            |                            |  |   |                       |                       |                       |   |  |                     |                     |                     |
|  | 3                | 2                       | BayHawks d'Érié             | 106 | BayHawks d'Érié             | 96                         |                            |                            |  |   |                       |                       |                       |   |  |                     |                     |                     |
|  | 3                |                         |                             |     | BayHawks d'Érié             | 96                         |                            |                            |  |   |                       |                       |                       |   |  |                     |                     |                     |
|  | 6                | Magic de Lakeland       | 90                          |     |                             |                            |                            |                            |  |   |                       |                       |                       |   |  |                     |                     |                     |
|  | 6                | Magic de Lakeland       | 90                          |     | 2                           | Mad Ants de Fort Wayne     | 116                        |                            |  |   |                       |                       |                       |   |  |                     |                     |                     |
|  |                  |                         |                             |     | 2                           | Mad Ants de Fort Wayne     | 116                        |                            |  |   |                       |                       |                       |   |  |                     |                     |                     |
|  |                  | 3                       | BayHawks d'Érié             | 119 |                             |                            |                            |                            |  |   |                       |                       |                       |   |  |                     |                     |                     |
|  |                  | 3                       | BayHawks d'Érié             | 119 |                             |                            |                            |                            |  |   |                       |                       |                       |   |  |                     |                     |                     |
|  |                  |                         |                             |     |                             |                            |                            |                            |  |   |                       |                       |                       |   |  |                     |                     |                     |
|  |                  |                         |                             |     |                             |                            |                            |                            |  |   |                       |                       |                       |   |  |                     |                     |                     |
|  |                  |                         |                             |     |                             |                            |                            |                            |  |   |                       | E1                    | Raptors 905           | 0 |  |                     |                     |                     |
|  |                  |                         |                             |     |                             |                            |                            |                            |  |   |                       |                       |                       |   |  |                     |                     |                     |
|  |                  | W1                      | Spurs d'Austin              | 2   |                             |                            |                            |                            |  |   |                       |                       |                       |   |  |                     |                     |                     |
|  |                  | W1                      | Spurs d'Austin              | 2   |                             |                            |                            |                            |  |   |                       |                       |                       |   |  |                     |                     |                     |
|  |                  |                         |                             |     |                             |                            |                            |                            |  |   |                       |                       |                       |   |  |                     |                     |                     |
|  |                  |                         |                             |     |                             |                            |                            |                            |  |   |                       |                       |                       |   |  |                     |                     |                     |
|  |                  | 1                       | Spurs d'Austin              | 117 |                             |                            |                            |                            |  |   |                       |                       |                       |   |  |                     |                     |                     |
|  |                  |                         |                             | 117 |                             |                            |                            |                            |  |   |                       |                       |                       |   |  |                     |                     |                     |
|  |                  | 4                       | Vipers de Rio Grande Valley | 91  |                             |                            |                            |                            |  |   |                       |                       |                       |   |  |                     |                     |                     |
|  | 4                | 4                       | Vipers de Rio Grande Valley | 91  | Vipers de Rio Grande Valley | 107                        |                            |                            |  |   |                       |                       |                       |   |  |                     |                     |                     |
|  | 4                |                         |                             |     | Vipers de Rio Grande Valley | 107                        |                            |                            |  |   |                       |                       |                       |   |  |                     |                     |                     |
|  | 5                | Legends du Texas        | 100                         |     |                             |                            |                            |                            |  |   |                       |                       |                       |   |  |                     |                     |                     |
|  | 5                | Legends du Texas        | 100                         |     |                             |                            |                            |                            |  | 1 | Spurs d'Austin        | 104                   |                       |   |  |                     |                     |                     |
|  | Conférence Ouest |                         |                             |     |                             |                            |                            |                            |  | 1 | Spurs d'Austin        | 104                   |                       |   |  |                     |                     |                     |
|  |                  | 6                       | Lakers de South Bay         | 93  |                             |                            |                            |                            |  |   |                       |                       |                       |   |  |                     |                     |                     |
|  | 3                | 6                       | Lakers de South Bay         | 93  | Blue d'Oklahoma City        | 118                        |                            |                            |  |   |                       |                       |                       |   |  |                     |                     |                     |
|  | 3                |                         |                             |     | Blue d'Oklahoma City        | 118                        |                            |                            |  |   |                       |                       |                       |   |  |                     |                     |                     |
|  | 6                | Stars de Salt Lake City | 113                         |     |                             |                            |                            |                            |  |   |                       |                       |                       |   |  |                     |                     |                     |
|  | 6                | Stars de Salt Lake City | 113                         |     | 2                           | Bighorns de Reno           | 109                        |                            |  |   |                       |                       |                       |   |  |                     |                     |                     |
|  |                  |                         |                             |     | 2                           | Bighorns de Reno           | 109                        |                            |  |   |                       |                       |                       |   |  |                     |                     |                     |
|  |                  | 6                       | Lakers de South Bay         | 126 |                             |                            |                            |                            |  |   |                       |                       |                       |   |  |                     |                     |                     |
|  |                  | 6                       | Lakers de South Bay         | 126 |                             |                            |                            |                            |  |   |                       |                       |                       |   |  |                     |                     |                     |
|  |                  |                         |                             |     |                             |                            |                            |                            |  |   |                       |                       |                       |   |  |                     |                     |                     |
|  |                  |                         |                             |     |                             |                            |                            |                            |  |   |                       |                       |                       |   |  |                     |                     |                     |

## Statistiques

### Leaders statistiques individuels
| Catégorie    | Joueur           | Équipe                  | Statistique |
| ------------ | ---------------- | ----------------------- | ----------- |
| Points       | Trey Davis       | Red Claws du Maine      | 57          |
| Rebonds      | Devin Williams   | Red Claws du Maine      | 23          |
| Passes       | Josh Magette     | BayHawks d'Érié         | 19          |
| Vole         | Tra-Deon Hollins | Mad Ants de Fort Wayne  | dix         |
| Blocs        | Jimmie Taylor    | Skyforce de Sioux Falls | 11          |
| Trois points | Milton Doyle     | Nets de Long Island     | 11          |

### Leaders statistiques d'équipe
| Catégorie                  | Équipe                      | Statistique |
| -------------------------- | --------------------------- | ----------- |
| Points par match           | Vipers de Rio Grande Valley | 120,5       |
| Rebonds par match          | Lakers de South Bay         | 47,0        |
| Passes décisives par match | Vipers de Rio Grande Valley | 26,3        |
| interceptions par match    | Vipers de Rio Grande Valley | 10,6        |
| Blocs par partie           | Spurs d'Austin              | 6,6         |
| Balles perdues par match   | Vipers de Rio Grande Valley | 18,5        |
| FG%                        | Warriors de Santa Cruz      | 50,2%       |
| FT%                        | Spurs d'Austin              | 79,8%       |
| 3FG%                       | Hustle de Memphis           | 39,4%       |
| +/−                        | Raptors 905                 | +5,0        |

## Mort de Zeke Upshaw
Le 24 mars 2018, le joueur de Drive de Grand Rapids, Zeke Upshaw (en), s'effondre sur le parquet, lors de la dernière minute de la dernière journée de la saison régulière. Il meurt deux jours plus tard à l'âge de 26 ans. Les rapports d'autopsie indiquent qu'Upshaw est mort d'un arrêt cardiaque soudain. Le début des séries éliminatoires de la ligue est retardé par respect pour sa mort et la franchise NBA des Pistons de Detroit lui donne une convocation honoraire dans leur effectif.